# Biprisma de Gracis
El Biprisma de Gracis, está formado por dos prismas de 6.00 D Δ, superpuestos uno sobre el otro (encima, no contrapuestos), uno de base interna (BI) y el otro de base externa (BE).
La prueba, para la que está diseñado, consiste en poner la parte superior del Bi-prisma (de base externa BE), delante del ojo evaluado, mientras éste fija un objeto morfoscópico fino de cerca, explorando la forma del mismo. El oftalmólogo u optometrista, observan tanto el movimiento del ojo, que está  debajo del prisma, como el movimiento del ojo contra lateral, (versión y re-fusión). Acto seguido,  se pasa rápidamente a la parte inferior del Bi-prisma (en este caso de base interna BI) y se repite la observación, antes indicada.
El análisis de los movimientos inducidos por los prismas, en los dos ojos, con esta prueba, que se realizada  sobre el ojo derecho y después sobre el izquierdo, puede darnos el diferencial, entre pacientes normales, los micro-endo-trópicos, y los que padecen ambliopías aniso-metrópicas.
- Datos: Q5728981